# Expeditionsschuh
Unter Expeditionsschuhen, auch Expeditionsstiefeln, versteht man beim Winter-Bergsteigen und Expeditionsbergsteigen spezielle isolierte Bergstiefel für Kältebereiche bis zu −50 °C. Diese Schuhe besitzen meist eine Kunststoffschale mit einer integrierten Gamasche und einem isolierten Innenschuh. Der Innenschuh ist mit geschlossenporigem Isolationsschaum isoliert. Dadurch wird verhindert, dass der Schuh den Schweiß vom Fuß aufnimmt, was sonst zum schnelleren Auskühlen des Fußes führt. Diese Expeditionsschuhe sind für Expeditionen in die polaren Zonen sowie in Höhen ab 7000 m notwendig. Expeditionsschuhe müssen steigeisenfest sein, die meisten haben Sohlen aus Vibram oder ähnlichem rutschfestem Material und sind leicht schnürbar.